# Abdul Nasser El Hakim
Abdul Nasser El Hakim (Arabisch: عبد الناصر الحكيم) (Beiroet (Libanon), 1 november 1960) is een in Libanon geboren Curaçaose zakenman en politicus. Hij was Curaçaos eerste Minister van Economische Zaken en Ontwikkeling na de ontbinding van de Nederlandse Antillen in 2010.

## Biografie
Abdul Nasser El Hakim werd in Beiroet geboren en emigreerde in 1985 naar Curaçao. In 1990 begon El Hakim zijn bedrijf Optika Hakim, dat uit zou groeien tot de grootste opticien-keten op Curaçao. Hij liet de koran in het Papiaments vertalen. Hij is getrouwd en heeft twee kinderen.